# RDS Stadium (Genova)
Il RDS Stadium (già denominato per ragioni di sponsorizzazione Mazda Palace tra il 2003 e il 2007 e Vaillant Palace tra il 2007 e il 2011 e  105 Stadium tra il  2011 e 2016) è una delle principali strutture polivalenti di Genova. Si trova nel popoloso quartiere di Sampierdarena, a breve distanza dalla stazione ferroviaria locale.

## Storia
Il RDS Stadium fu costruito nel 2003 nell'area un tempo occupata dall'Ansaldo di Sampierdarena, nell'ambito di un progetto di riqualificazione dell'area ormai nota come Fiumara che ha compreso anche un Multisala UCI Cinemas e un centro commerciale costato 40 miliardi di lire, comprendente un punto vendita MediaWorld, ma in gran parte consacrato all'abbigliamento.
È stato un recupero anche dal punto di vista architettonico: del vecchio capannone è rimasto lo scheletro esterno in acciaio rosso sotto il quale sono stati inseriti cubi di calcestruzzo con giunti in acciaio e in gomma, per garantire un perfetto isolamento termico e acustico.
Il parterre del RDS Stadium è lungo 60 metri, largo 30 e alto 23, è dotata di moderni servizi e ospita al suo interno anche la palestra Virgin Active. Grazie a pareti e gradinate a scomparsa è possibile passare da una capienza di circa cinquemila posti a sedere per eventi sportivi e spettacoli, a una capienza massima di 7376 spettatori (2837 in piedi) per i grandi eventi.
La struttura ebbe come primo nome Mazda Palace e ciò la gemellò di fatto con le analoghe strutture di Torino e Milano, tutte gestite dalla General Production S.r.l. del Gruppo Togni. In seguito, sia la struttura di Milano (che diventò PalaSharp) che quella di Torino (oggi PalaTorino) cambiarono nome.
Allo stesso modo, nel 2007 la struttura genovese cambiò denominazione, assumendo quella del nuovo sponsor Vaillant; il Gruppo Togni ne mantenne la proprietà. Il precedente nome 105 Stadium (che già apparteneva all'ex PalaMulazzani di Rimini) è stato adottato nel 2011 e dismesso nel 2016, in seguito a un nuovo accordo di sponsorizzazione con Radio 105. Nel 2017 la struttura ha preso il nome di RDS Stadium grazie alla sponsorizzazione con Radio Dimensione Suono.

## Eventi
Nato come nuovo Palasport (in aggiunta a quello nell'area Fiera) di fatto la struttura ha ospitato soprattutto concerti musicali, è stato inaugurato il 21 ottobre 2003 dallo spettacolo musicale Notre Dame de Paris, seguito il 15 novembre dalla diretta televisiva di una puntata della trasmissione televisiva di Giorgio Panariello Torno Sabato... e tre.